# Lessertina
Lessertina mutica es una especie de araña araneomorfa de la familia Corinnidae. Es el único miembro del género monotípico Lessertina. Se encuentra en Sudáfrica.